# 身延町
身延町（日语：／ Minobu chō */?）是位於日本山梨縣西南部的町，隸屬於南巨摩郡。富士川流經轄區中央並往南流，當地人口則集中在國道52號與身延線的沿線地區。身延町在江戶時代作為日蓮宗總本山久遠寺的門前町而發展。當地在向外通勤與就學上較依賴北邊的甲府市與市川三鄉町等地。
日本漫畫家Afro於2015年開始連載的作品《搖曳露營△》中便以身延町作為故事的主要舞台之一，而其中主角群就讀的本栖高中原型便是參照町內已廢校的下部中學校。

## 地理

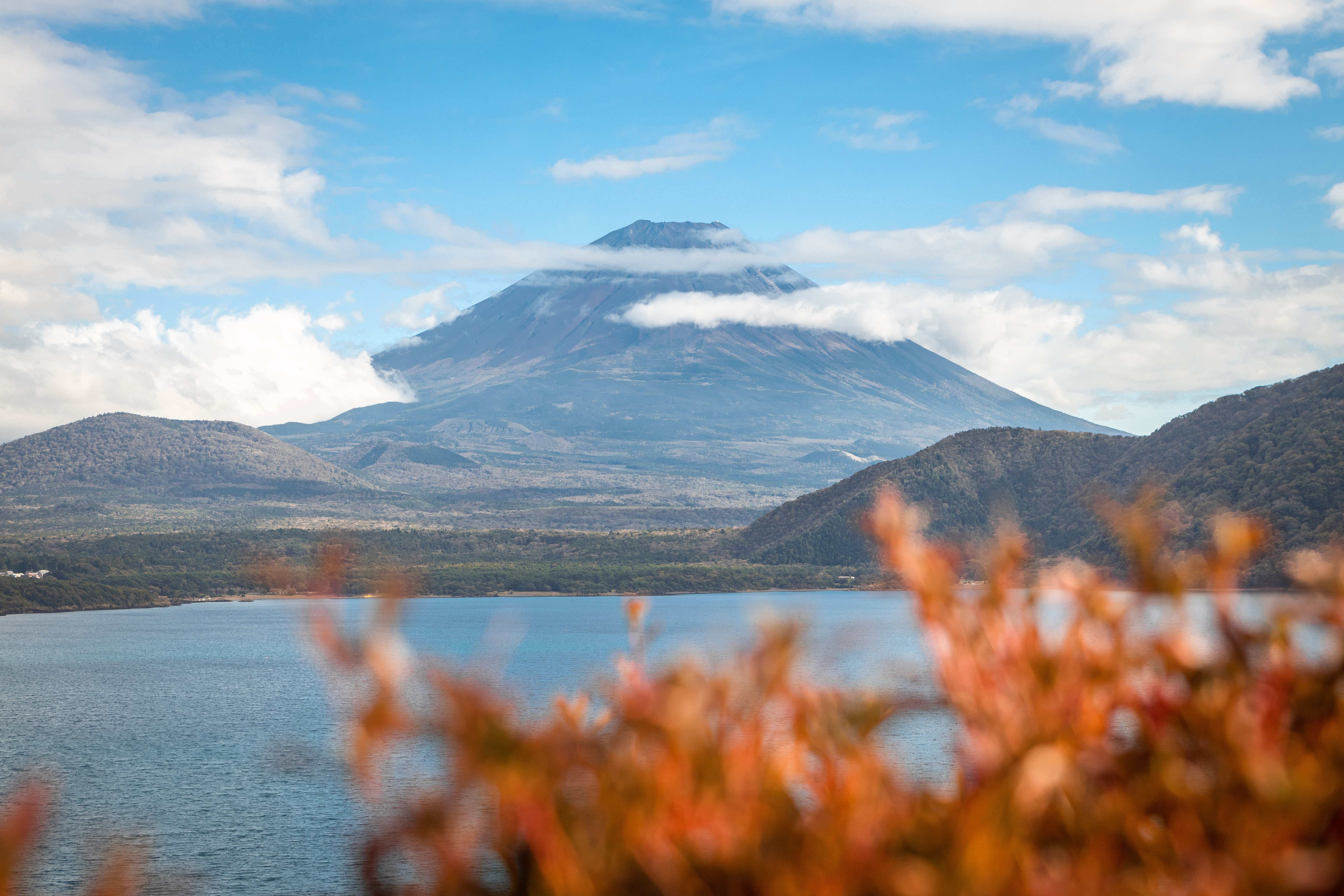
本栖湖與富士山

身延町經內約80.3%的面積被森林覆蓋，僅1.4%的土地為農業用地。轄區的東部與西部分別坐落著身延山與天子山地的山岳，東北部與富士河口湖町的邊界地帶則坐落著富士五湖中的本栖湖。早川與常葉川等河流經町內，並在轄區中央注入日本三大急流之一的富士川。

### 氣候
身延町的年均溫約為15℃，北部與南部地區的降雨量則分別為1800毫米與2000毫米左右。

## 歷史

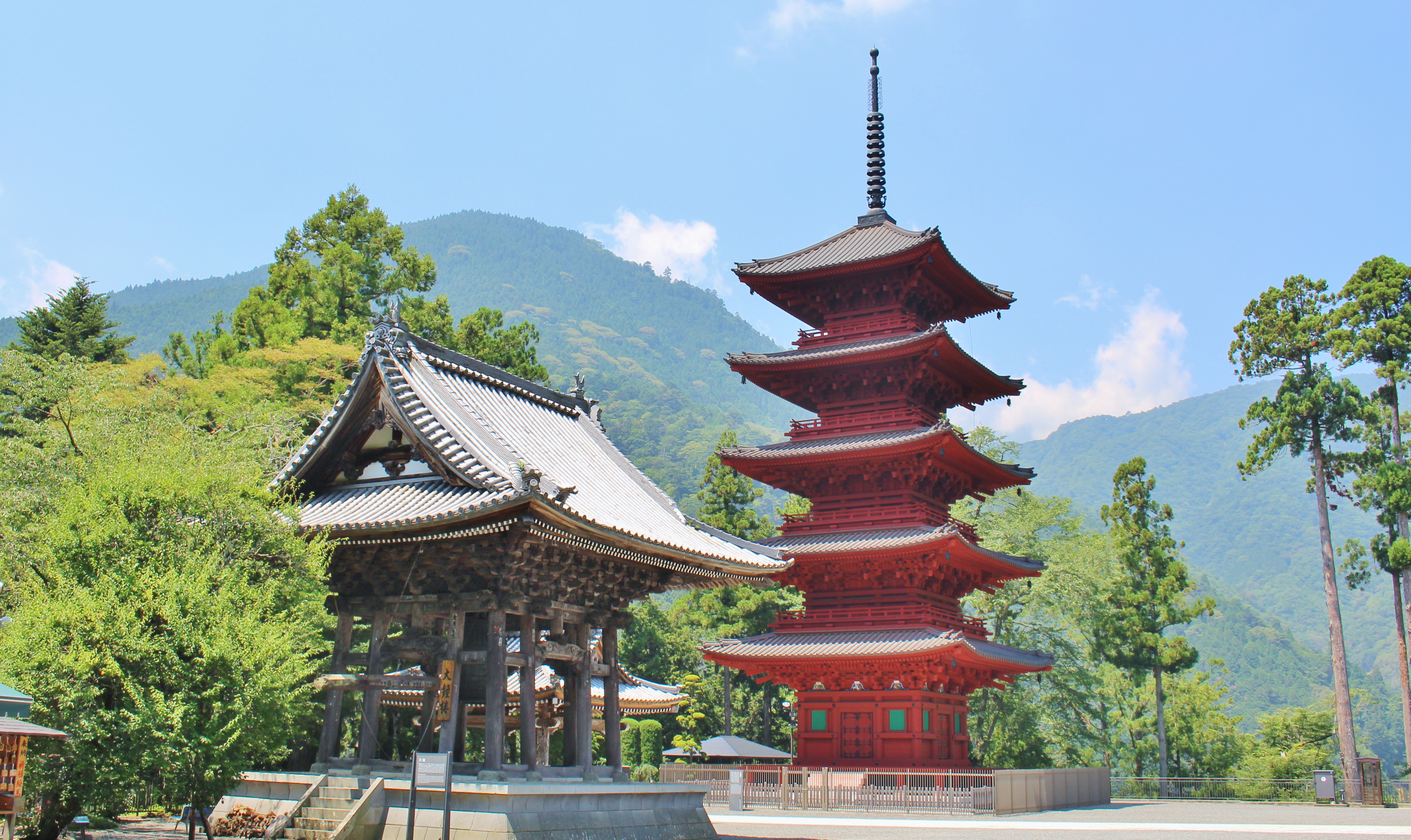
久遠寺的五重塔

身延町自古時便有人類居住，境內曾發掘出屬於繩紋時代的遺跡。該町現今的轄區在律令制時代分別屬於巨麻郡的川合鄉與八代郡的川合鄉。文永11年（1274年）5月17日，比丘日蓮應地頭波木井實長（南部實長）之邀抵達其領地波木井鄉，並於6月17日在身延地區開山久遠寺；該寺院則在日後發展成日蓮宗的總本山。
16世紀初期，當地的中山金山開始開採黃金，並在慶安3年（1650年）左右達到最高峰；其遺跡則於近代同甲州市的黑川金山被指定為日本的史跡。戰國時代，身延在內的河內地方由武田氏一族的穴山氏所統治。江戶時代，當地成為江戶幕府的天領，並且因參拜身延山的人數日益增加而發展成久遠寺的門前町。
明治22年（1889年）日本實施町村制，並將境內的聚落整合成共15個村。昭和29年（1954年），西島村、大須成村、靜川村與曙村合併成中富町。昭和30年（1955年），原村併入中富町；同時下山村、豐岡村與大河内村也併入身延町。翌年（1956年），共和村、久那土村與古關村併入下部町。平成16年（2004年）9月13日，身延町和下部町與中富町合併成現今的身延町。

## 行政
現任町長望月幹也於2024年10月在選舉中第2次成功連任，其任期將持續至2028年10月。

## 人口
身延町的總人口數在1947年達到最高峰40,091人，之後便開始逐年下滑，至2020年的日本國勢調查時僅剩10,663人。而根據統計，2020年當地的高齡人口占比為47.6%，遠高於山梨縣的平均值。
| 身延町人口分布圖 |                                               |  |
| 身延町與日本全國年齡別人口分布比較圖 （2005年資料） | 身延町的年齡、男女別人口分布圖 （2005年資料） |  |
| ■紫色是身延町 ■綠色是全国 | ■藍色是男性 ■紅色是女性                       |  |
| 身延町人口變化 \| 1970年 \| 27,697人 \| \| \| 1975年 \| 25,083人 \| \| \| 1980年 \| 23,222人 \| \| \| 1985年 \| 22,327人 \| \| \| 1990年 \| 20,849人 \| \| \| 1995年 \| 19,570人 \| \| \| 2000年 \| 18,021人 \| \| \| 2005年 \| 16,334人 \| \| \| 2010年 \| 14,462人 \| \| \| 2015年 \| 12,669人 \| \| \| 2020年 \| 10,663人 \| \| |                                               |  |
| 資料來源：日本總務省統計中心提供之人口普查數據 |                                               |  |
| 1970年 | 27,697人                                      |  |
| 1975年 | 25,083人                                      |  |
| 1980年 | 23,222人                                      |  |
| 1985年 | 22,327人                                      |  |
| 1990年 | 20,849人                                      |  |
| 1995年 | 19,570人                                      |  |
| 2000年 | 18,021人                                      |  |
| 2005年 | 16,334人                                      |  |
| 2010年 | 14,462人                                      |  |
| 2015年 | 12,669人                                      |  |
| 2020年 | 10,663人                                      |  |

## 經濟
根據日本2015年的國勢調查統計，身延町的就業人口中約4%從事第一級產業，31.6%的就業人口從事第二級產業，其餘的64.4%則從事第三級產業。當地的農業多以自給自足為主，並生稻米、大豆、茶葉、香菇等農產品，近年來則面臨就業人口減少與高齡化等問題。町內的西嶋地區自戰國時代便開始製作西嶋和紙，為當地的傳統工藝品之一；印章業則為久那土地區的傳統產業。

## 教育
身延町內共有3所小學校、1所中學校與2所高等學校。根據2021年4月的統計，當地共有296名小學生與167名中學生。

## 交通

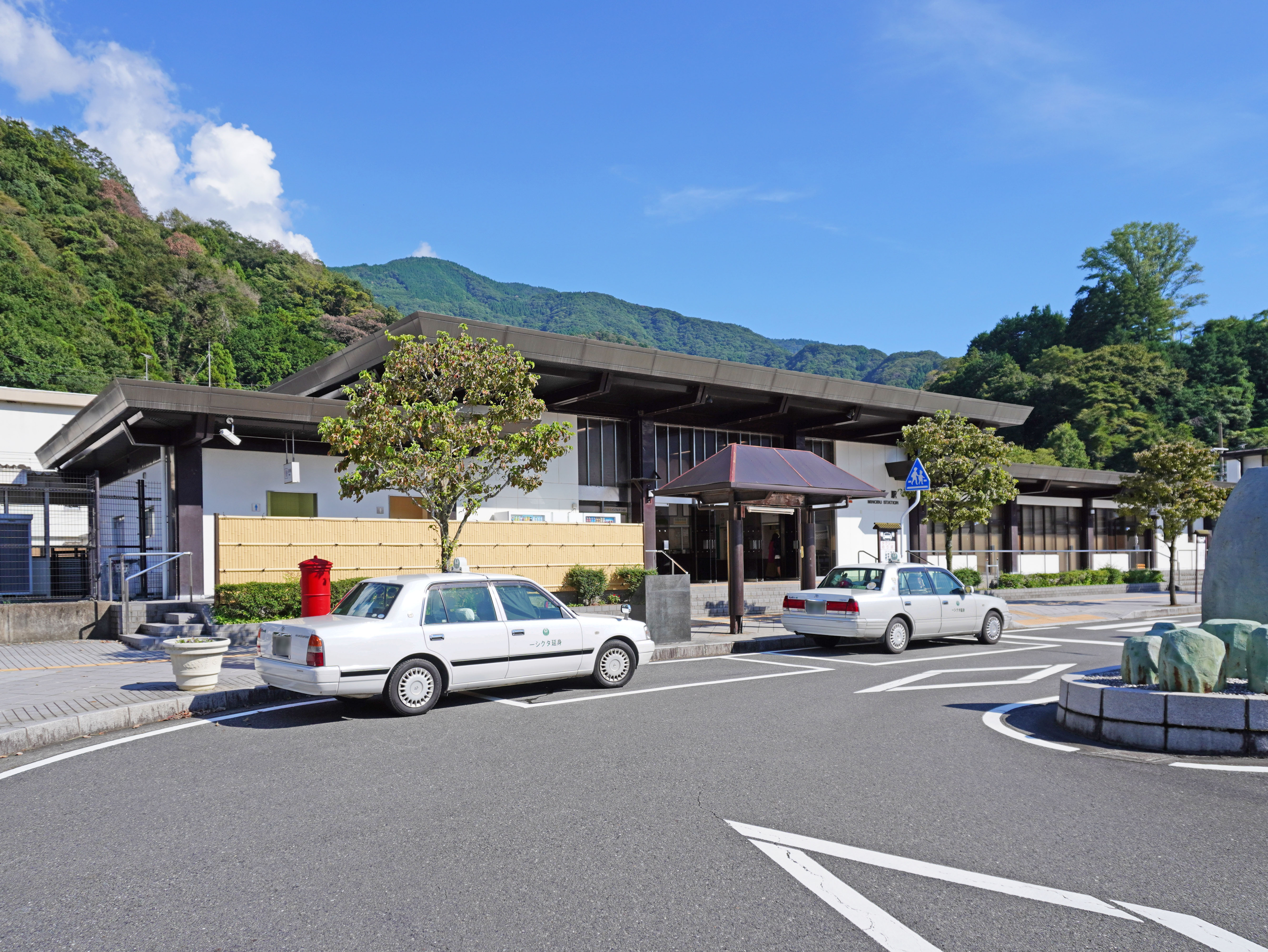
身延站

國道52號與中部橫斷自動車道皆以南北向穿越身延町內的富士川西側和東側地帶，國道300號則以東西向行經轄區的北部地帶。而中部橫斷自動車道在町內共設置3處交流道。鐵路方面，JR東海的身延線通過身延町，並由南往北設置甲斐大島站、身延站、波高島站、甲斐常葉站、久那土站等共8個車站。

## 姊妹城市
身延町與以下日本行政區為姊妹城市:
| 市町村 | 都道府縣 | 締結日期      |
| ------ | -------- | ------------- |
| 鴨川市 | 千葉縣   | 2008年2月20日 |

## 外部連結
- 官方网站